# Муукси
Му́укси, ранее также Му́кси (эст. Muuksi) — деревня на севере Эстонии в волости Куусалу, уезд Харьюмаа. 

## География и описание
Расположена в 35 километрах к востоку от Таллина. Высота над уровнем моря — 47 метров. 
Климат умеренный. Официальный язык — эстонский. Почтовый индекс — 74612.

## Население
По данным переписи населения 2021 года, в Муукси проживали 40 человек, все — эстонцы.
Численность населения деревни Муукси по данным переписей населения:
| Год  | 1959 | 1970 | 1979 | 1989 | 2000 | 2011 | 2021 |
| ---- | ---- | ---- | ---- | ---- | ---- | ---- | ---- |
| Чел. | 79   | ↘ 57 | ↘ 47 | ↘ 38 | ↘ 22 | ↗ 41 | ↘ 40 |

## История
В письменных источниках 1290 года упоминается Munkenkulle, 1637 года — Mukis, примерно 1690 года — Mukast, 1699 года — Mukast Byy, 1725–1726 годов — Muksi.
На территории деревни, к северо-западу от озера Кахала расположено крупнейшее каменное кладбище (около 100 могил с каменными гробами) периода поздней бронзы и раннего железа (1-е тысячелетие до н.э.), на возвышенности высотой 47 метров над уровнем моря находится древнее городище. Раскопки проводились в 1921, 1924–1926, 1936–1937, 1976–1983 и 1996–1998 годах. Кладбище внесено в Государственный регистр памятников культуры Эстонии.
На горе Линнамяги в 1994 году был установлен мемориал «Пыхьятяхт» (эст. Põhjatäht — «Северная звезда»), увековечивший борьбу финских воинов («северных сыновей») за независимость Эстонии.
В 1977—1997 годах частью Муукси была деревня Тситре.

## Известные уроженцы
- Аугуст Вольберг[эст.] (1896—1983) — архитектор и педагог.
- Эрика Ныва[эст.] (1905—1987) — архитектор.

Деревня Муукси
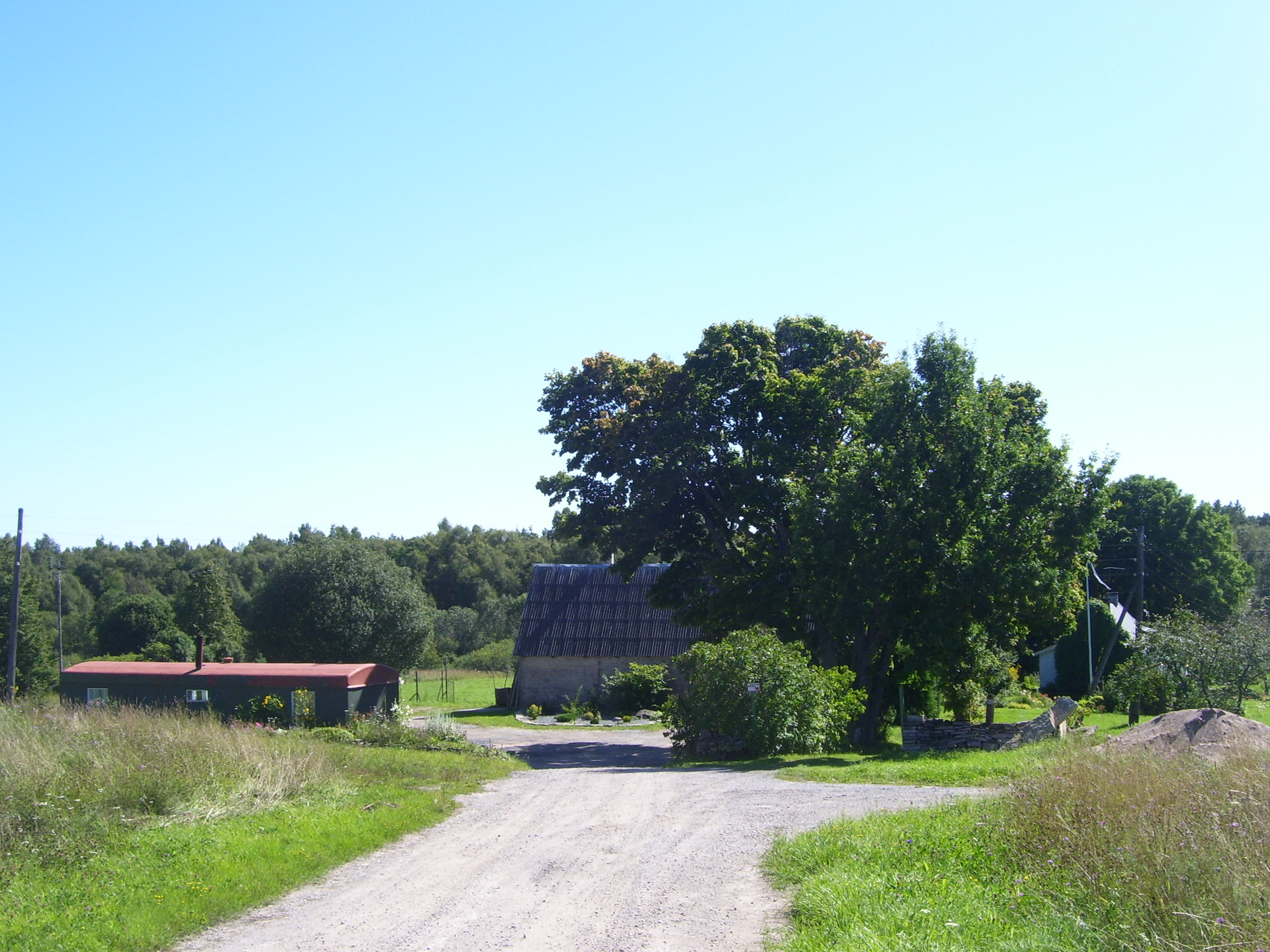
Хутор Сепа
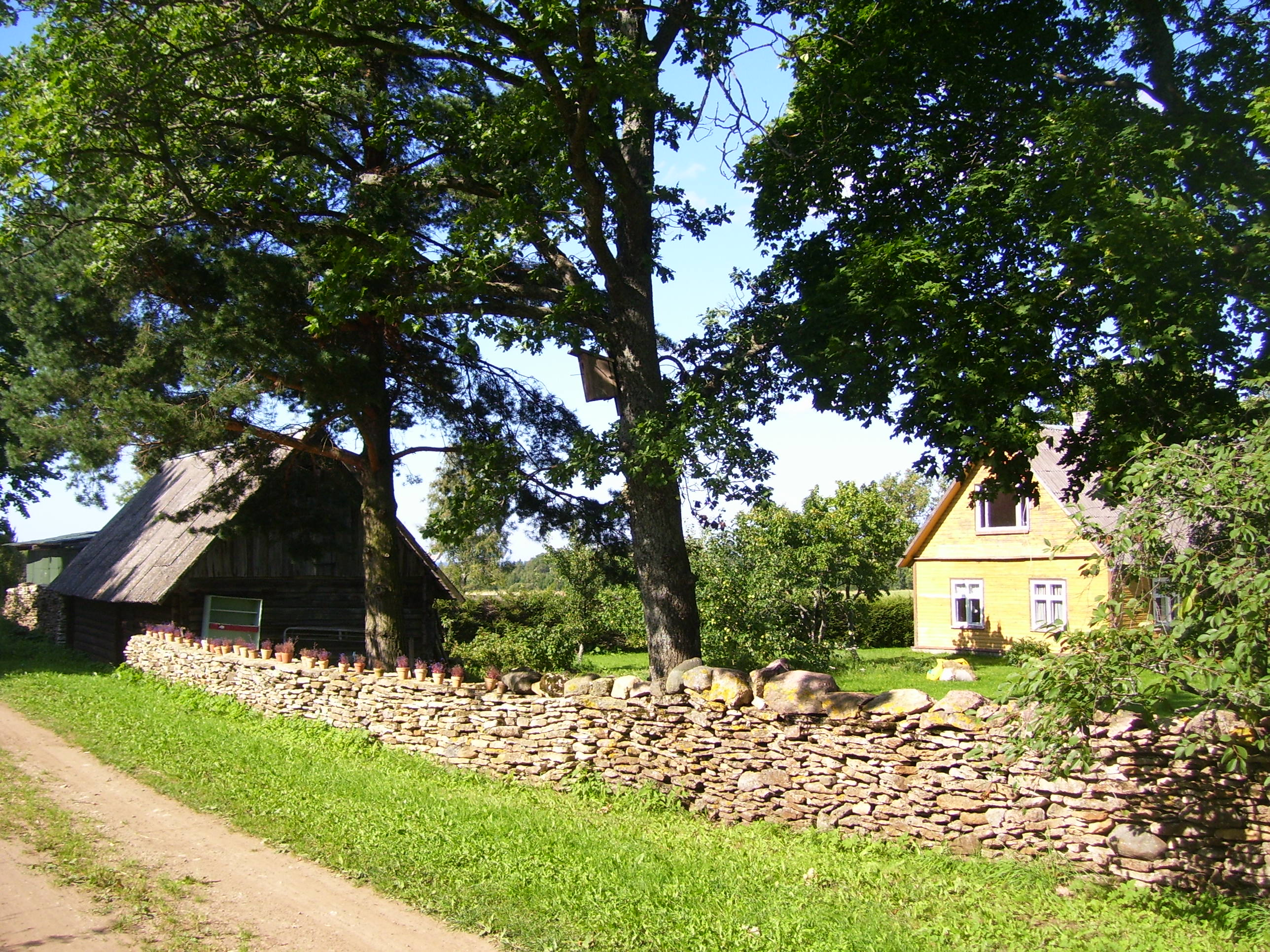
Хутор Алттоа
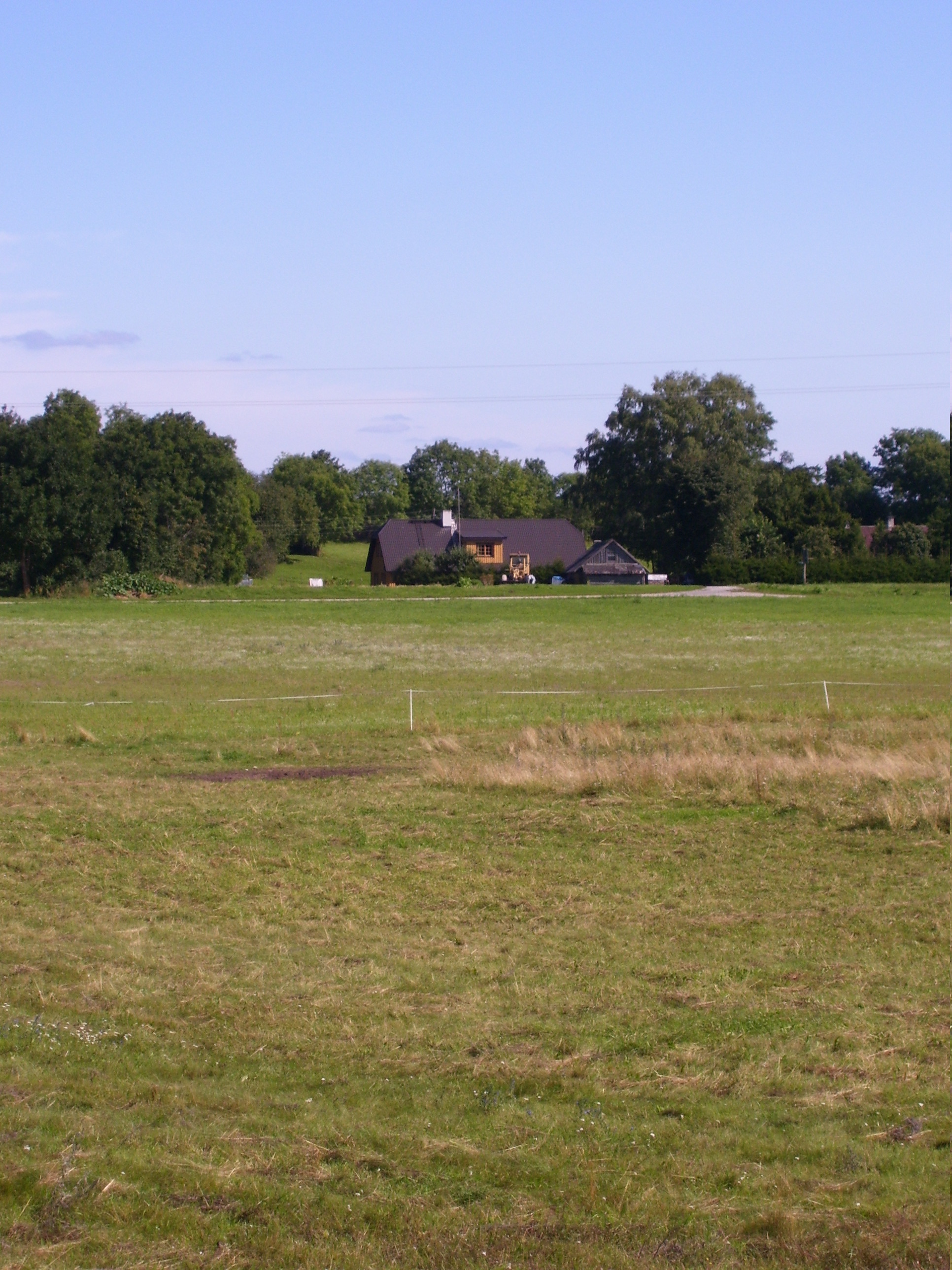
Хутор Лоокезе
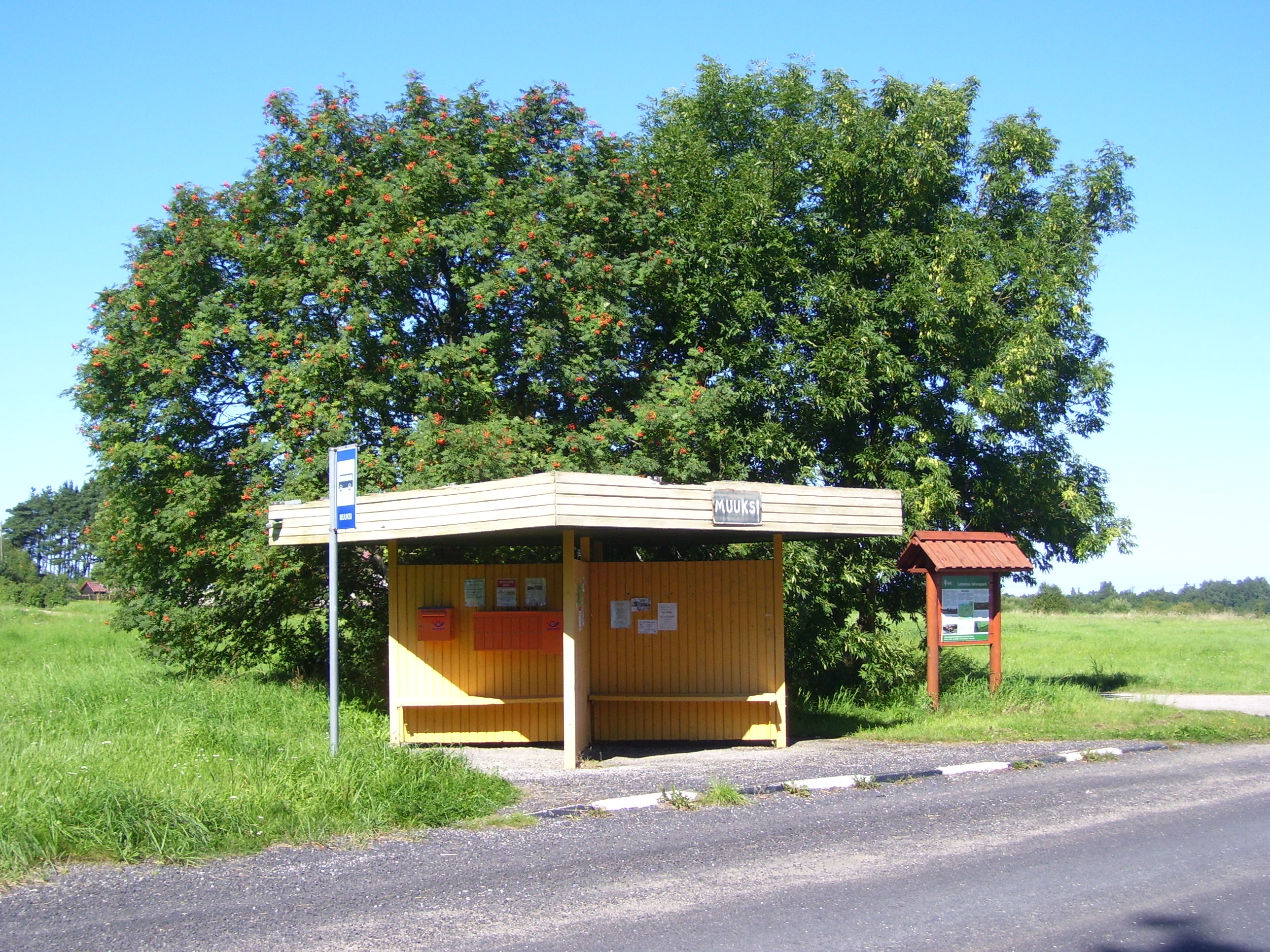
Автобусная остановка
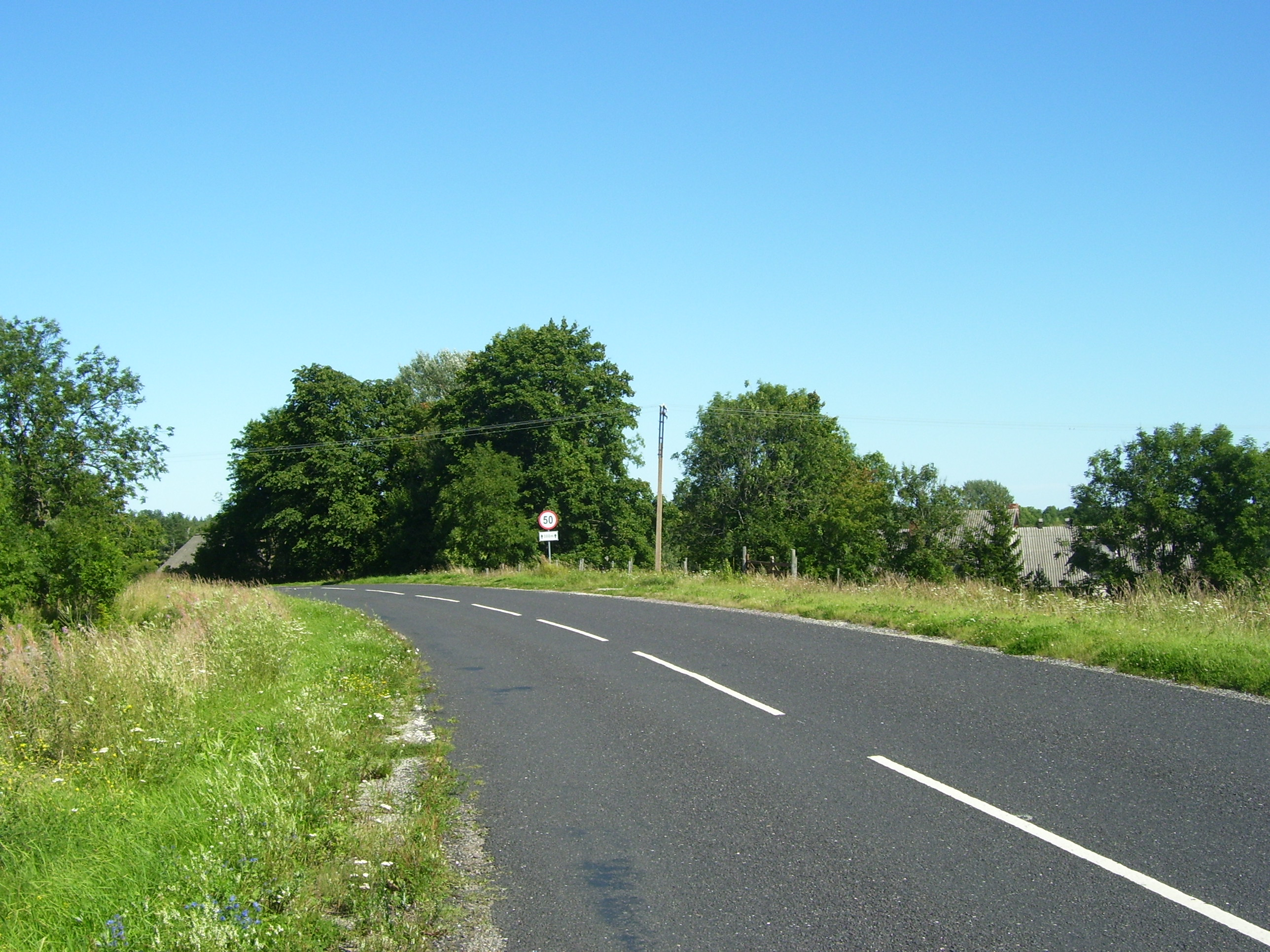
Вид с горы Турьемяги на центр деревни